# Malves-en-Minervois
Malves-en-Minervois – miejscowość i gmina we Francji, w regionie Oksytania, w departamencie Aude.
Według danych na rok 1990 gminę zamieszkiwało 708 osób, a gęstość zaludnienia wynosiła 145 osób/km² (wśród 1545 gmin Langwedocji-Roussillon Malves-en-Minervois plasuje się na 424. miejscu pod względem liczby ludności, natomiast pod względem powierzchni na miejscu 1017.).

## Zabytki
Zabytki w miejscowości posiadające status Monument historique:
- zamek w Malves-en-Minervois (château de Malves-en-Minervois)
- menhir